# Kaistarniemi
Kaistarniemi est un quartier du district Hirvensalo-Kakskerta à Turku en Finlande,.

## Description
Le quartier de Kaistarniemi est situé dans la péninsule Kaistarniemi, à l'extrémité sud-est de l'île d'Hirvensalo.
La construction de Kaistarniemi a commencé en 1989.
Kaistarniemi abrite, entre-autres, la chapelle œcuménique de Turku et la sculpture Tema de Harry Kivijärvi. 
Au bout de Seiskarinkatu, sur la plage, se trouve le centre de services Meri-Karina de la société de cancérologie du Sud-ouest de la Finlande.

## Étymologie
Le nom kaistare signifierait un endroit pour sécher les filets, et les noms des nouvelles rues du quartier sont donc tirés des instruments de pêche : Nuottakatu, Rysäkatu, Mertakuja, etc..

## Galerie

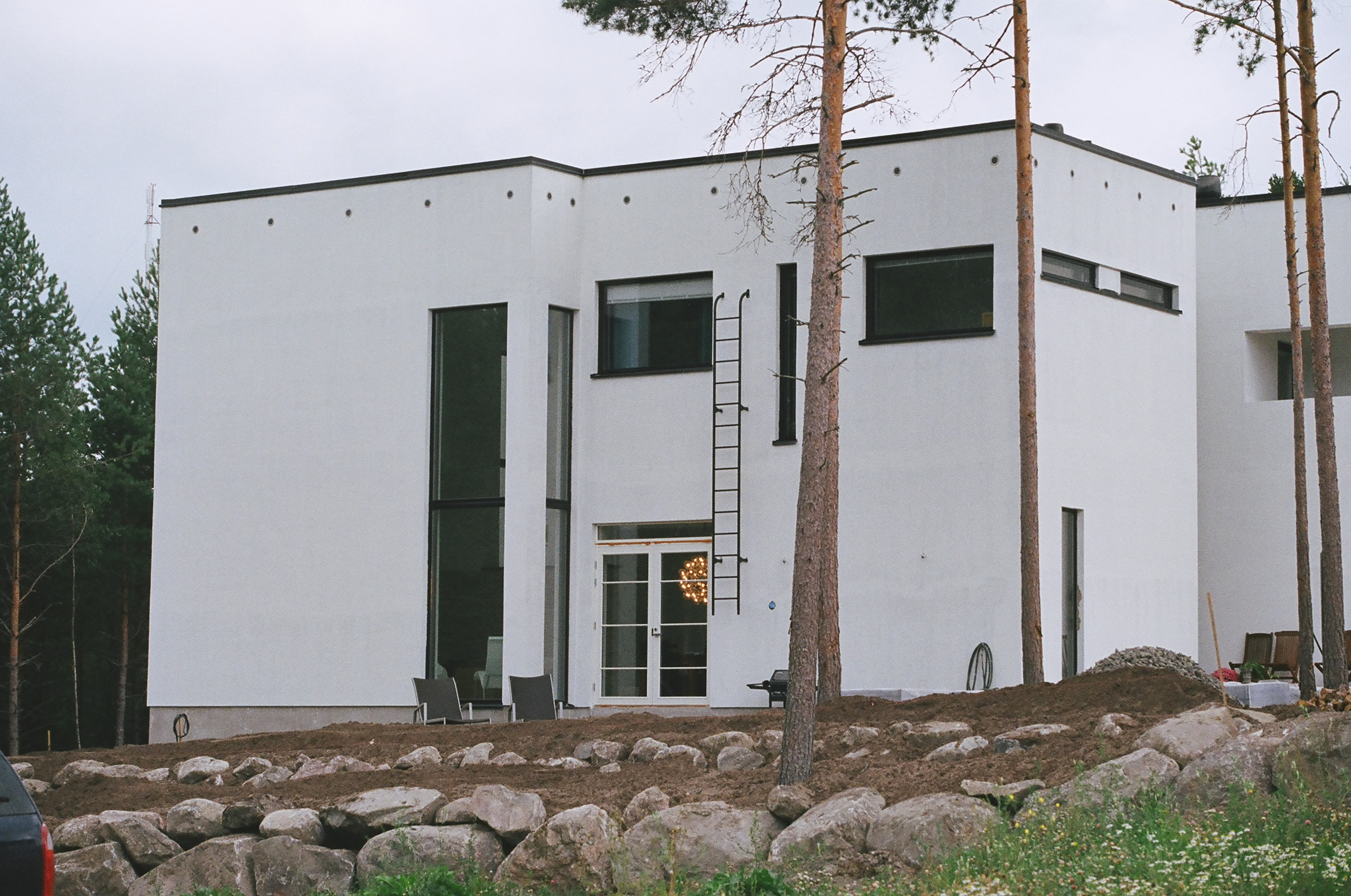
Une maison individuelle du quartier.